# Загальна лінійна модель
Зага́льна ліні́йна моде́ль — це статистична лінійна модель, що визначається наступним рівнянням:

{\displaystyle \mathbf {Y} =\mathbf {X} \mathbf {B} +\mathbf {U} ,}
де Y — це матриця що описує виміри, X — матриця, яка може бути матриця розрахунку, B являє собою матрицю, параметри якої, як правило, повинні бути оцінені, та U являє собою матрицю, яка містить характеристику випадкової помилки або шум. Помилки, як правило, є наслідком багатовимірного нормального розподілу. Якщо помилки не йдуть за багатовимірним нормальним розподілом, узагальнені лінійні моделі можуть бути використані, щоб спростити припущення про Y та U.
Загальна лінійна модель включає в себе цілий ряд різних статистичних моделей: ANOVA, ANCOVA, MANOVA, MANCOVA, звичайні лінійної регресії, Т-тест і F-тест. Повна лінійна модель є узагальненням моделі множинної лінійної регресії на випадок більш однієї залежної змінної. Якщо Y, B і U були б вектор-стовпчиками, то матричне рівняння, що наведене вище представлятиме множинну лінійну регресію.
Тести гіпотези з загальною лінійною моделлю можуть бути зроблені двома способами: або як багатовимірний або як кілька незалежних одновимірних тестів. У багатовимірному тесті стовпців Y перевіряють разом, тоді як в одновимірному тесті стовпці Y перевіряють незалежно, тобто як безліч одновимірних тестів з тією ж матрицею розрахунку.

## Множинна лінійна регресія
Множинна лінійна регресія є узагальненням лінійної регресії з урахуванням більш ніж однієї незалежної змінної, а окремий випадок загальної лінійної моделі формується за рахунок обмеження кількості залежних змінних до одного. Базовою моделлю для лінійної регресії є:
{\displaystyle Y_{i}=\beta _{0}+\beta _{1}X_{i1}+\beta _{2}X_{i2}+\ldots +\beta _{p}X_{ip}+\epsilon _{i}.}
У наведеній вище формулі ми вважаємо n спостережень одної залежної змінної і p незалежних змінних. Таким чином, Yi спостереження i залежної змінної, Xij є спостереженням j незалежної змінної, j = 1, 2, …, p . Значення β0 є відтинком й інтерпретується як значення залежної змінної Yi, коли усі Хi дорівнюють нулю. Отримуємо:
{\displaystyle Y_{i}=\beta _{0}+\beta _{1}*0+\beta _{2}*0+\ldots +\beta _{p}*0+\epsilon _{i}=\beta _{0}+\epsilon _{i}.}
Значення βj представляють параметри лінійної моделі. Кожен параметр показує, наскільки у середньому зміниться значення залежної змінної при одиничній зміні незалежної змінної, за умови фіксованості усіх інших предикторів. εi є i-та незалежна однаково розподілена нормальна похибка.
Параметри моделі знаходяться методом найменших квадратів.

## Застосування
Застосування загальної лінійної моделі з'являється в аналізі численних сканувань головного мозку в наукових експериментах, де Y містить дані від сканерів мозку, X містить експериментальні змінні. Як правило, це перевіряється одновимірним способом (зазвичай названий масово-одномірним в цьому параметрі) і часто згадується як статистичне параметричне відображень.